# Érigyios
Érigyios (en grec ancien Ερίγυιος / Erigyios), mort vers 329 av. J.-C., est un compagnon et un général d'Alexandre le Grand. Originaire de Lesbos, il est l'un des Grecs non-Macédoniens, de plus haut rang au sein de l'armée macédonienne.

## Biographie

### Origines
Fils de Larichos qui appartient à l'aristocratie de Mytilène (Lesbos), il fait partie, avec son frère Laomédon, des Compagnons (hetairoi) d'Alexandre le Grand qu'il connaît depuis l'enfance. Il participe aux intrigues de l'« affaire Pixodaros » contre Philippe II qui le fait exiler en compagnie de son frère, Laomédon, de Ptolémée, d'Harpale et de Néarque. Il est l'un des Grecs de plus haut rang au sein de la cour macédonienne avec notamment Eumène de Cardia et Néarque.

### Général d'Alexandre
Érigyos commande en tant qu'hipparque le corps des cavaliers grecs. Mais il n'est pas impossible que Diodore de Sicile a pu commettre une erreur, car c'est Philippe, fils de Ménélas, qui est mentionné comme chef des cavaliers alliés à la bataille du Granique selon d'autres sources. Mais Arrien donne aussi Érigyios comme hipparque aux côtés de Philippe.
En 330 av. J.-C., il conduit, avec Phrataphernès, Artabaze, Caranos et Andronicos, un corps expéditionnaire en Arie pour réprimer l'insurrection de Satibarzanès, le satrape révolté allié à Bessos, qu'il tue en combat singulier et dont il rapporte à la tête à Alexandre. Érigyios trouve la mort en combattant près de Samarcande vers 329.

## Sources antiques
- Arrien, Anabase [lire en ligne].
- Diodore de Sicile, Bibliothèque historique [détail des éditions] [lire en ligne].
- Plutarque, Vies parallèles [détail des éditions] [lire en ligne].